# Mozdonyok
A Mozdonyok egy kis alakú, vasúti járművekkel foglalkozó könyv. 1984-ben jelent meg a Kolibri könyvek sorozatban a Móra Könyvkiadónál.
A mozdonyok, motorvonatok jellemzését Mezei István író írta. A könyv megpróbál áttekintést adni 1829-től 1979-ig, bemutatva több jelentős, korszakalkotó vasúti járművet. A gyors technikai fejlődés miatt tartalma ma már jelentősen elavult, sok adat hibásan szerepel benne (üzemeltetők, darabszám, vasúti rekordok).
A könyvecske nem tévesztendő össze a szerző azonos című, ámde 175 oldalas, két évvel később kiadott művével.

## Tartalomjegyzék
Megjegyzés: A linkek a könyvben is bemutatott mozdonyokra és motorvonatokra mutatnak, nem pedig a jelenlegi rekorder típusokra.
- Stephenson Rocket (Rakéta) nevű gőzmozdonya, 1829
- Gőzmozdony a hazai vasutak hőskorában, 1846
- A Fantom, az amerikai vasutak gőzmozdonya, 1857
- Az első hazai gyártmányú gőzmozdony, 1873
- A hazai vasutak egyik legrégibb gőzmozdonya, 1885
- A párizsi világkiállítás díjnyertes magyar gőzmozdonya, 1900
- Hazai gyártmányú gőzmotoros mozdony, 1904
- Hazai gyártmányú keskeny nyomközű gőzmozdony, 1905
- A szlavóniai vasút magyar gyártmányú gőzmozdonya, 1908
- A MÁV mellékvonali mindenes gőzmozdonya, 1911
- A MÁV 301-es gyorsvonati gőzmozdonya, 1911
- A Déli Vasút 109-es személy- és gyorsvonati gőzmozdonya, 1913
- Európa legnagyobb teljesítményű gőzmozdonya, 1914
- A MÁV fővonali "mindenes" gőzmozdonya, 1913
- A világ leggyorsabb gőzmozdonya, 1935
- A MÁV leggyorsabb gőzmozdonya
- Amerikai gyártmányú gőzmozdonyok a MÁV vonalain, 1942
- Szovjet vasutak tehervonati gőzmozdonya, 1947
- A MÁV legkorszerűbb gyorsvonati gőzmozdonya, 1950
- A csehszlovák vasutak korszerű gyorsvonati gőzmozdonya, 1950
- Tűz nélküli gőzmozdony, 1954
- Az afrikai vasutak jellegzetes gőzmozdonya, 1955
- A Szovjetunió első dízelmozdonya, 1924
- Motorkocsi a hazai vasút motorizálásának hőskorából, 1926
- Sínzeppelin, 1931
- Az Árpád gyorssínautóbusz, 1934
- A MÁV legkisebb teljesítményű tolató dízelmozdonya, 1955
- Magyar motorvonat az argentin vasutakon, 1955
- A MÁV legnépszerűbb tolató dízelmozdonya, 1956
- Hómaró, 1958
- A Német Szövetségi Vasutak nagy teljesítményű tolató dízelmozdonya, 1963
- A MÁV szovjet gyártmányú tehervonati dízelmozdonya, 1965
- A francia vasutak dízelmozdonya, 1968
- A MÁV legnagyobb teljesítményű dízelmozdonya, 1970
- A francia vasutak gázturbina hajtású vonata
- A világ leggyorsabb dízelmotorvonata
- A MÁV "mindenes" dízelmozdonya, 1973
- A budapesti Úttörővasút korszerű dízelmozdonya, 1974
- A MÁV korszerű mellékvonali motorvonata, 1979
- Egy dízelmozdony az északi sarkkörön, 1981
- A világ első villamos mozdonya, 1879
- Magyar villamos mozdony az olasz Valtellina vasúton, 1901
- A MÁV Kandó-rendszerű villamos mozdonya, 1952
- Akkumulátoros motorkocsi, 1954
- A MÁV Ward-Leonard-rendszerű villamos mozdonya, 1958
- A MÁV "mindenes" villamos mozdonya, 1963
- A japán Tokaidó vasút villamos motorvonata, 1964
- A világ legnagyobb teljesítményű villamos mozdonya, 1965
- Kétféle áramrendszerre készült csehszlovák villamos mozdony, 1974
- Csehszlovák villamos tolatómozdony, 1974
- A MÁV legnagyobb teljesítményű villamos mozdonya, 1974
- A szovjet vasutak nagy sebességű villamos motorvonata
- Az olasz vasutak Pendelino villamos motorvonata, 1975
- A jugoszláv vasutak magyar gyártmányú villamos motorvonata, 1976
- Egy "„kétéltű”" villamos mozdony, 1978
- A világ legnagyobb teljesítményű négytengelyű villamos mozdonya, 1979
- A világ leggyorsabb vonata, 1979